# Ratułów (gmina)
Ratułów (do 1954 Ciche) – dawna gmina wiejska istniejąca w latach 1973–1976 w woj. krakowskim i nowosądeckim (dzisiejsze woj. małopolskie). Siedzibą władz gminy był Ratułów.
Gmina została utworzona w dniu 1 stycznia 1973 roku w powiecie nowotarskim w woj. krakowskim. Objęła sołectwa: Ciche, Czerwienne, Nowe Bystre, Ratułów i Stare Bystre
1 czerwca 1975 roku gmina znalazła się w nowo utworzonym woj. nowosądeckim.
15 stycznia 1976 roku jednostka została zniesiona przez połączenie z dotychczasową gminą Czarny Dunajec w nową gminę Czarny Dunajec.
1 lipca 1977 sołectwo Nowe Bystre wyłączono z gminy Czarny Dunajec i włączono do nowo utworzonej gminy Tatrzańskiej, a po jej zniesieniu 30 grudnia 1994 – do reaktywowanej gminy Poronin.